# NGC 6100
NGC 6100 este o intermediate spiral galaxy⁠(d) situată în constelația Șarpele. A fost descoperită în 3 iulie 1886 de către Lewis A. Swift. Se află la o distanță de 71 de megaparseci de Pământ.